# Phyllodromica baetica
Phyllodromica baetica är en kackerlacksart som först beskrevs av Bolívar 1885.  Phyllodromica baetica ingår i släktet Phyllodromica och familjen småkackerlackor.
Artens utbredningsområde är Spanien. Inga underarter finns listade i Catalogue of Life.